# حسین بهشتی
حسین بهشتی (زاده ۱۰ اردیبهشت ۱۳۶۹ - اصفهان) تکواندوکار اهل کشور ایران است.
از افتخارات وی می‌توان به کسب مدال برنز پومسه انفرادی در مسابقات تکواندو جهان ۲۰۰۷، مدال نقره پومسه تیمی در پومسه دانشجویان جهان ۲۰۱۰، مدال برنز پومسه تیمی المپیک دانشجویان جهان ۲۰۱۱، مدال نقره پومسه دانشجویان جهان ۲۰۱۲، مدال برنز مسابقات تکواندو آسیا ۲۰۱۲، دو مدال برنز در مسابقات تکواندو جهان ۲۰۱۲ کلمبیا و مدال طلا پومسه تیمی و نقره پومسه انفرادی در بازی‌های همبستگی کشورهای اسلامی ۲۰۱۳ اندونزی اشاره کرد.